# Shout Out Louds
Shout Out Louds egy 2001-ben, Svédországban alakult indie pop-együttes.

## Történet
Az együttes eredeti neve Luca Brasi volt, de lecserélték, mikor megtudták, hogy egy másik zenekar már használja ezt a nevet. A tagok már gyerekkoruk óta ismerik egymást. Körbeutazták a világot első albumuk népszerüsítése miatt, aminek a címe Howl Howl Gaff Gaff. Második albumuk címe Our Ill Wills, Svédországban volt kiadva először, majd Észak-Amerikában 2007. szeptember 11-én debütált. Szintén kiadtak néhány klipet különböző kislemezeikhez.

## A zenekar tagjai
- Adam Olenius - ének, gitár
- Ted Malmros - basszusgitár, ütőhangszerek, ének
- Carl von Arbin - gitár, ének
- Eric Edman - dob
- Bebban Stenborg - billentyűs hangszerek, harmonika, glockenspiel, moog, ének

## Diszkográfia

### Album
- Howl Howl Gaff Gaff (2003) (skandináv kiadás)
- Howl Howl Gaff Gaff (2005) (nemzetközi kiadás)
- Our Ill Wills (2007)
- Work (2010)
- Optica (2013)

### EP-k
- 100° EP (2003)
- Oh, Sweetheart EP (2004)
- Very Loud EP (2004)
- The Combines EP (Remix) (2006)

### Kislemezek
- Hurry Up Let's Go (2003)
- Shut Your Eyes (2003)
- Please Please Please (2004)
- Very Loud / Wish I Was Dead (2004)
- The Comeback (2005)
- Please Please Please (2006)
- Tonight I Have to Leave It (2007)
- Walls (2010)
- Blue Ice (2012)
- Illusions (2013)